# Warpaint (The Black Crowes)
| Recensione | Giudizio |
| ---------- | -------- |
| AllMusic   |          |

Warpaint è il settimo album in studio del gruppo musicale statunitense The Black Crowes, pubblicato dalla Megaforce Records nel 2008.

## Tracce
Testi e musiche di Chris Robinson e Rich Robinson, eccetto dove indicato.
1. Goodbye Daughters of the Revolution – 5:03
2. Walk Believer Walk – 4:39
3. Oh Josephine – 6:38
4. Evergreen – 4:20
5. Wee Who See the Deep – 4:50
6. Locust Street – 4:14
7. Movin' On Down the Line – 5:42
8. Wounded Bird – 4:23
9. God's Got It – 3:22 (Rev. Charlie Jackson)
10. There's Gold in Them Hills – 4:47
11. Whoa Mule – 5:45

## Formazione
Gruppo
- Chris Robinson – voce, armonica a bocca
- Rich Robinson – chitarra
- Luther Dickinson – chitarra, mandolino in Locust Street
- Sven Pipien – basso
- Steve Gorman – batteria
- Adam MacDougall – tastiere

Altri musicisti
- Paul Stacey – chitarra a dodici corde in Whoa Mule